# Parafia św. Marii Magdaleny w Cieszynie
Parafia pw. świętej Marii Magdaleny – parafia rzymskokatolicka znajdująca się w Cieszynie. Należy do dekanatu Cieszyn diecezji bielsko-żywieckiej. Jest prowadzona przez księży diecezjalnych. W 2005 w granicach parafii zamieszkiwało 8400 katolików.
Jest to najstarsza parafia w Cieszynie, erygowano ją już w XIII wieku. Pierwotny kościół parafialny, drewniany, mieścił się w miejscu dzisiejszego Teatru im. A. Mickiewicza na Placu Teatralnym. W pierwszej połowie XVI wieku cieszyński książę Kazimierz II przebudował go na murowany. W okresie reformacji, w 1545 r. gdy samodzielną władzę obejmował książę Wacław III Adam, miasto miało już przeważający charakter luterański, sam ksiądz dziekan Jan miał już żonę i dzieci. Po epidemii "morowego powietrza" w mieście założono cmentarz i wybudowano na nim z fundacji Katarzyny Sydonii kościół cmentarny św. Trójcy, początkowo o charakterze drewnianym i ewangelickim. W 1594 r. przebudowany został na murowany w stylu gotyckim. W 1610 roku  książę Adam Wacław zmienia wyznanie na katolickie i odbiera ewangelikom kościół parafialny, okresowo zostawiając kościół św. Trójcy. Od 1654 r. wzmaga się kontrreformacja, a w 1670 r. do Księstwa Cieszyńskiego docierają pierwsi dwaj jezuici. W wyniku następujących po tym prześladowań ewangelików w 1679 r. w mieście doliczono się już tylko 4 obywatelki tego wyznania. Po pożarze miasta w 1789 r. kościół parafialny na obecnym Placu Teatralnym nie został już odbudowany. W tym samym roku Dominikanie opuścili na zawsze Cieszyn, a klasztorny kościół pw. Najświętszej Maryi Panny został przekazany parafii pw. św. Marii Magdaleny i stał się nowym kościołem parafialnym.
Do 1785 roku parafia obejmowała oprócz Cieszyna i jego przedmieść dodatkowo kilkanaście wsi. Były to: Bobrek, Boguszowice, Gułdowy, Gumna, Kalembice, Kisielów, Krasna, Ligota Alodialna, Łąki, Marklowice, Mnisztwo, Mosty koło Cieszyna, Ogrodzona, Pastwiska, Pogwizdów, Sibica, Zamarski i Żuków Dolny.
Po reorganizacji sieci parafialnej w 1785 roku wyłączone zostały Brzezówka, Marklowice i Pogwizdów (parafia pw. św. Jana Nepomucena w Pogwizdowie), Kisielów i Ogrodzona (parafia pw. św. Mateusza Apostoła w Ogrodzonej) oraz Łąki (parafia w Łąkach). W 1811 roku Żuków Dolny został przyłączony do parafii w Ropicy.
Najstarsze księgi metrykalne sięgają 1628 roku, kiedy to kościół parafialny powrócił w ręce katolików. Od tej daty prowadzone są księgi chrztów i ślubów, zgonów zaś od 1692 roku. W księgach znajdują się niewielkie luki. Brakuje tomu księgi chrztów z lat 1642-1654 oraz zgonów z lat 1743-1774. Księgi prowadzono początkowo po łacinie, od końca XVIII wieku w języku niemieckim. Odpisy z początku XX wieku są sporządzone już w języku polskim.

## Galeria

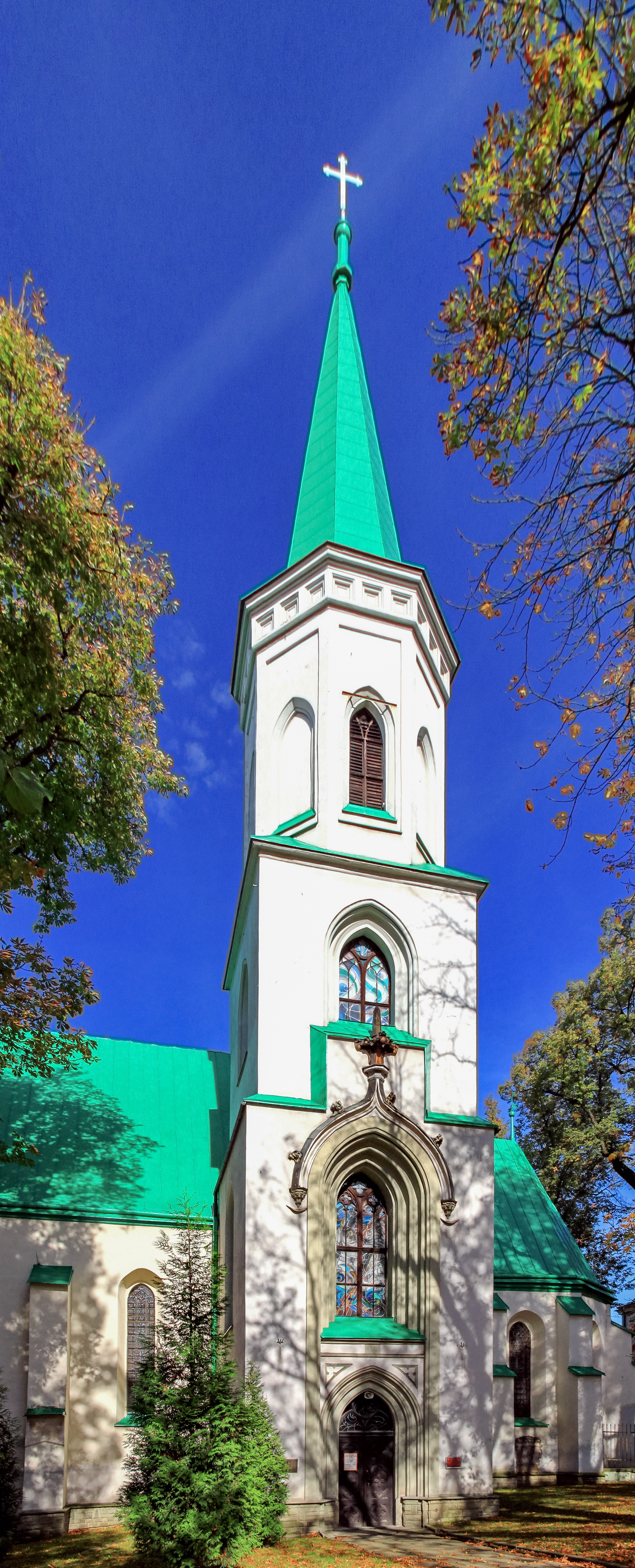
Kościół filialny św. Trójcy
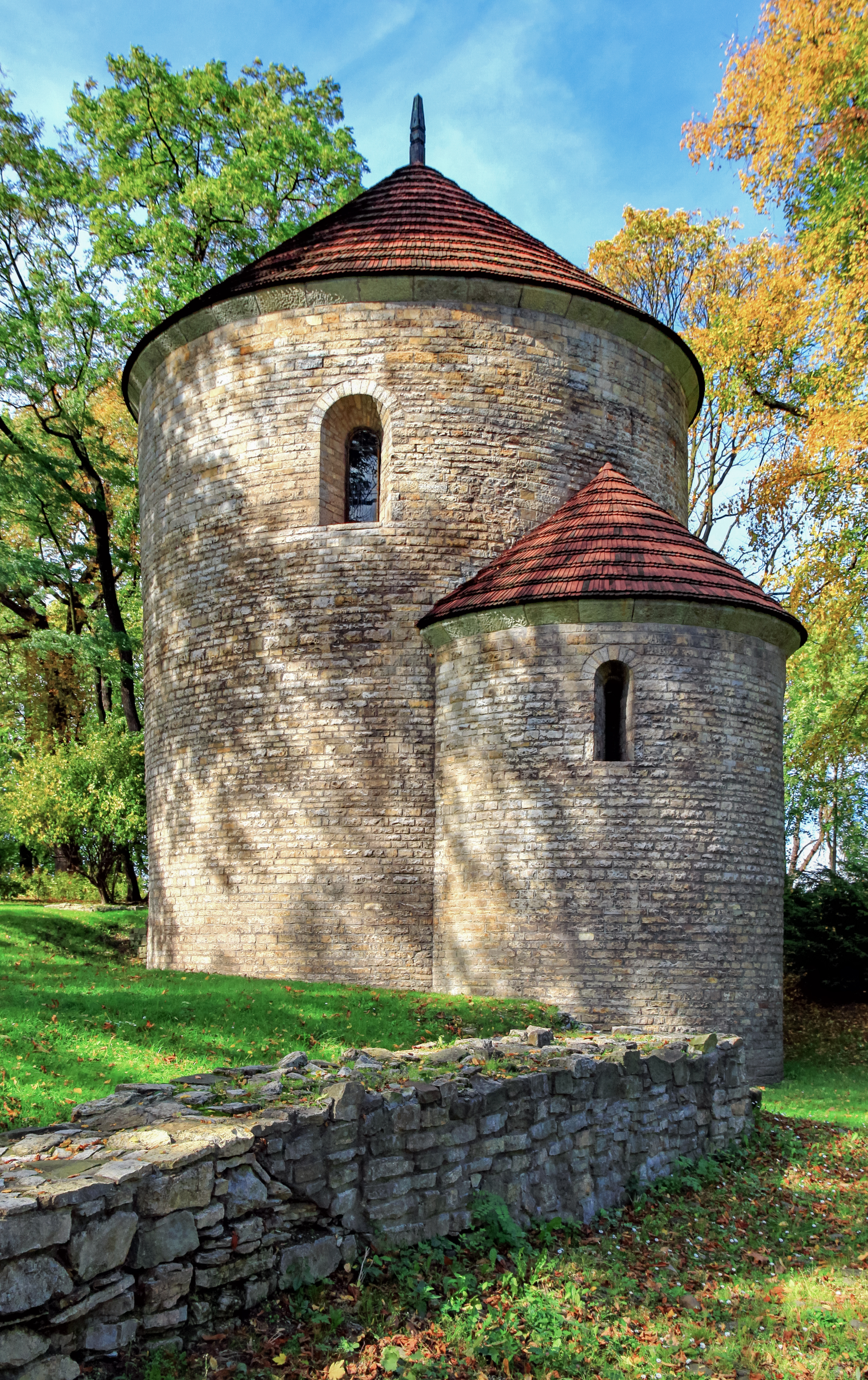
Rotunda św. Mikołaja
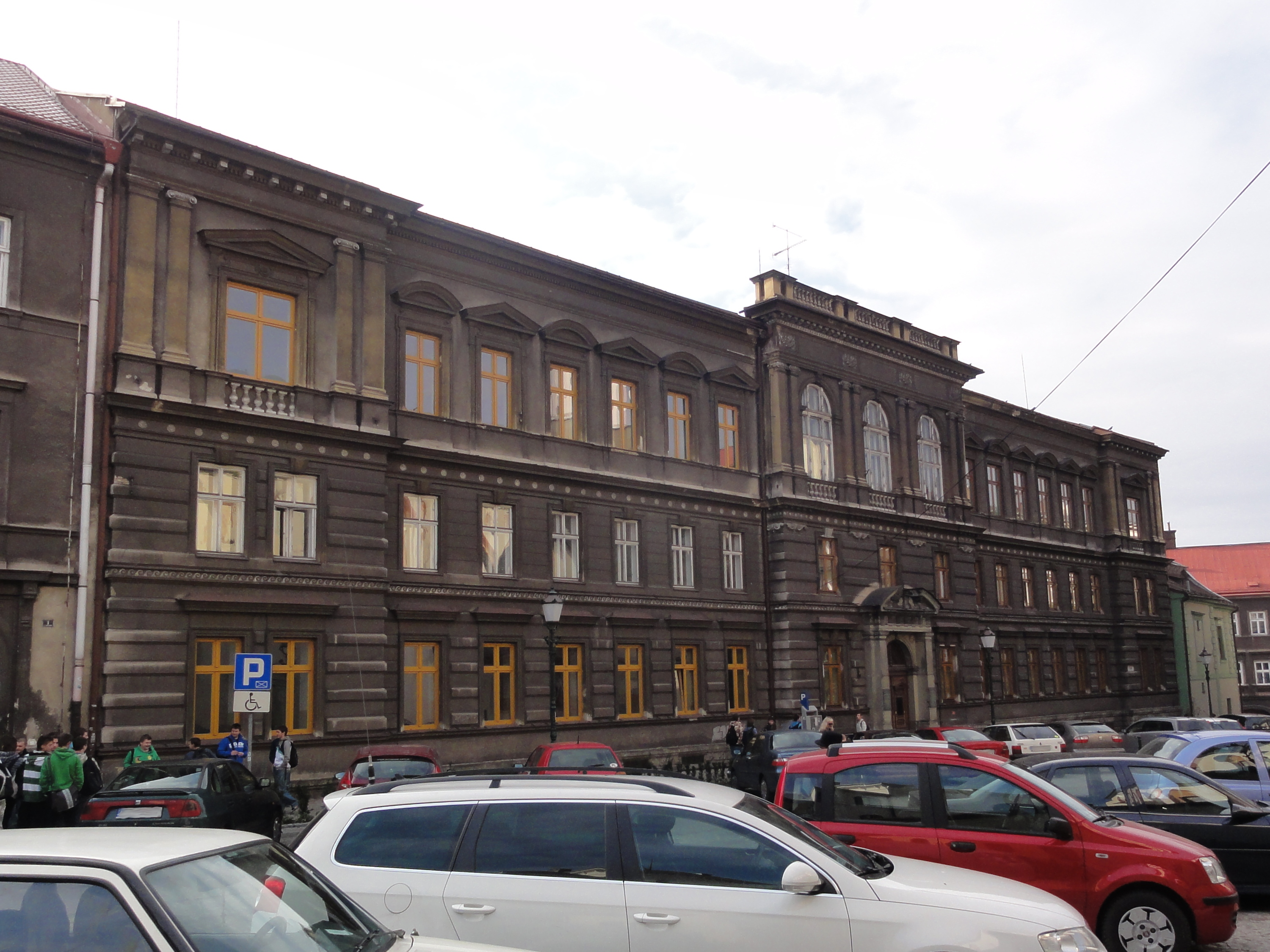
Siedziba urzędu parafialnego i katolickiego gimnazjum

## Grupy parafialne
Na terenie parafii działa kilkanaście grup parafialnych:
- Liturgiczna Służba Ołtarza,
- Dzieci Maryi,
- Oaza Młodziezowa,
- Legion Maryi,
- Róże Różancowe,
- Sodalicja Mariańska,
- Apostolat Maryjny,
- Lektorzy i Kantorki,
- Kalwaryjska asysta,
- Chór „Lutnia”,
- Biuro Radio Maryja,
- Odnowa w Duchu Świetym,
- Apostolstwo Dobrej Śmierci,
- Wspólnota Matek w Modlitwie „Miriam”,
- Wspólnota Niesakramentalnych.